# Prostemmiulus clarus
Prostemmiulus clarus är en mångfotingart som beskrevs av Chamberlin 1918. Prostemmiulus clarus ingår i släktet Prostemmiulus och familjen Stemmiulidae. Inga underarter finns listade i Catalogue of Life.